# Élections générales ontariennes de 1875
 (juin 2014).
Si vous disposez d'ouvrages ou d'articles de référence ou si vous connaissez des sites web de qualité traitant du thème abordé ici, merci de compléter l'article en donnant les références utiles à sa vérifiabilité et en les liant à la section « Notes et références ».
L'élection générale ontarienne de 1875 se déroule le 18 janvier 1875 afin d'élire les 88 députés de la 3e législature (en) à l'Assemblée législative de l'Ontario (Canada). Il s'agit de la 3e élection générale depuis la confédération canadienne de 1867.
Le Parti libéral est maintenant dirigé par Oliver Mowat, car ce dernier remplace Edward Blake qui avait démissionné le 25 octobre 1872 après avoir été élu député fédéral de Bruce-Sud lors des élections fédérales du 12 octobre. Son parti accroît sa majorité à l'Assemblée législative pour un deuxième mandat au sein du gouvernement.
Le Parti conservateur (anciennement le Parti libéral-conservateur) est maintenant dirigé par Matthew Crooks Cameron (en), car ce dernier remplace l'ancien premier ministre John Sandfield Macdonald qui avait démissionné dix mois après que son parti ait perdu le pouvoir lors de la dernière élection du 21 mars 1871 et qui est décédé le 1er juin 1872, alors qu'il était député de sa circonscription de Cornwall (en). Toutefois, son parti perd cinq sièges et Cameron abandonnera son rôle de chef par la suite à la prochaine élection.
À cette élection, il y a six nouvelles circonscriptions électorales, 88 au lieu de 82.

## Résultats
| Parti libéral | Parti conservateur | Libéral-conservateur | Conservateur Indépendant | Libéral Indépendant |
| 50 sièges     | 34 sièges          | 1 siège              | 2 sièges                 | 1 siège             |
| ^             |                    |                      |                          |                     |
| majorité      |                    |                      |                          |                     |

| Parti | Parti                    | Chef                        | Sièges | Sièges | Sièges  | Voix | Voix |
| Parti | Parti                    | Chef                        | 1871   | Élus   | % Diff. | %    | Diff |
| ----- | ------------------------ | --------------------------- | ------ | ------ | ------- | ---- | ---- |
|       | Libéral                  | Oliver Mowat                | 43     | 50     | +16.3%  |      |      |
|       | Conservateur             | Matthew Crooks Cameron (en) | 38     | 34     | -11.8%  |      |      |
|       | Libéral-conservateur     | Matthew Crooks Cameron (en) | -      | 1      | -       |      |      |
|       | Conservateur Indépendant |                             | -      | 2      | -       |      |      |
|       | Libéral Indépendant      |                             | -      | 1      | -       |      |      |
|       | Conservateur-Libéral     |                             | 1      | -      | -       |      |      |
| Total | Total                    | Total                       | 82     | 88     | +7.3%   |      |      |

Il s'agit la première élection que les bulletins de vote ont été utilisés. Auparavant, les votes ont été exprimés par la déclaration publique.

## Source
- (en) Cet article est partiellement ou en totalité issu de l’article de Wikipédia en anglais intitulé « Ontario general election, 1875 » (voir la liste des auteurs).